# فرانك ألبرتسون
فرانك ألبرتسون (بالإنجليزية: Frank Albertson)‏ مواليد 2 فبراير 1909 في فرغوس فولز، مينيسوتا، الولايات المتحدة - الوفاة 29 فبراير 1964 في سانتا مونيكا، الولايات المتحدة، هو ممثل أمريكي بدأ مسيرته الفنية سنة 1923. امتدت مسيرته الفنية لأكثر من 41 عاما.

## الأعمال
- أليس آدمز
- سيدة لطيفة
- جزيرة ويك
- إنها حياة رائعة
- الرجل الذي عرف أكثر من اللازم
- سايكو
- شرط بابا الرقيق

## روابط خارجية
- فرانك ألبرتسون على موقع IMDb (الإنجليزية)
- فرانك ألبرتسون على موقع ألو سيني (الفرنسية)
- فرانك ألبرتسون على موقع أول موفي (الإنجليزية)
- فرانك ألبرتسون على موقع قاعدة بيانات برودواي على الإنترنت (الإنجليزية)
- فرانك ألبرتسون على موقع قاعدة بيانات الأفلام السويدية (السويدية)
- فرانك ألبرتسون على موقع إن إن دي بي (الإنجليزية)
- فرانك ألبرتسون على موقع قاعدة بيانات الفيلم (الإنجليزية)
- فرانك ألبرتسون على موقع كينوبويسك (الروسية)